# 塞薩爾河 (東帝汶)

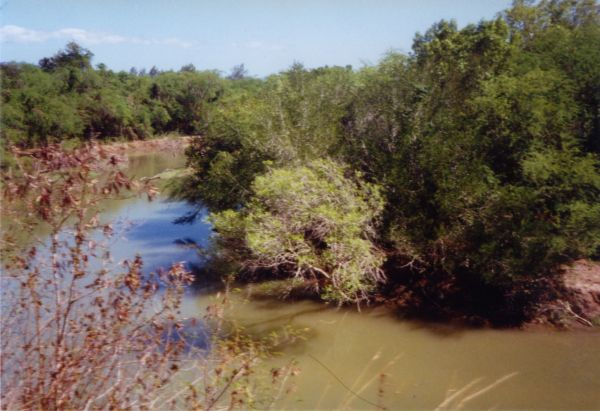
塞薩爾河

塞薩爾河（Seiçal River），是東帝汶東北部的主要河流。塞薩爾河提供包考區的兩套灌溉系統：上塞薩爾及下塞薩爾。